# Långtjärnen (Älvsby socken, Norrbotten, 731029-173887)
Långtjärnen är en sjö i Älvsbyns kommun i Norrbotten och ingår i Alterälvens huvudavrinningsområde. Sjön har en area på 0,085 kvadratkilometer och ligger 144,3 meter över havet.

## Delavrinningsområde
Långtjärnen ingår i det delavrinningsområde (730067-174383) som SMHI kallar för Inloppet i Övre Mjövattnet. Medelhöjden är 121 meter över havet och ytan är 63,14 kvadratkilometer. Räknas de 7 avrinningsområdena uppströms in blir den ackumulerade arean 127,64 kvadratkilometer. Avrinningsområdets utflöde Alterälven mynnar i havet. Avrinningsområdet består mestadels av skog (72 procent) och sankmarker (18 procent). Avrinningsområdet har 0,66 kvadratkilometer vattenytor vilket ger det en sjöprocent på 1 procent.